# Liste der Wegekreuze und Bildstöcke in Aachen-Mitte
Die Liste der Wegekreuze und Bildstöcke in Aachen-Mitte  listet die Flur- und Wegekreuze sowie die Bildstöcke mit ihrer jeweiligen persönlichen Geschichte – soweit bekannt – im Stadtbezirk Aachen-Mitte ohne Anspruch auf Vollständigkeit auf.

## Liste
| Standort                                                      | Datierung                                | Beschreibung/Inschrift | Bild           |
| ------------------------------------------------------------- | ---------------------------------------- | --- | -------------- |
| Abteiplatz, Ortsteil Burtscheid (Lage)                        | unbekannt                                | großes braunes Holzkreuz mit großem Christuskorpus am Pfarrhaus von St. Johann Baptist, oben angebrachte Plakette mit der Inschrift „INRI“ |                |
| Adalbertsteinweg (Lage)                                       | unbekannt                                | großes steinernes Missionskreuz an der Südseite des Chores von St. Josef im neugotischen Stil. Hohes Fundament mit Figurennische und Dreiecksgiebel, darüber kurzer sechseckiger Zwischensockel mit sechs kleinen Nischen, aus dem das schwere Kreuz mit einem kräftigen Korpus hervorragt. |                |
| Adalbertstift (Lage)                                          | unbekannt                                | großes, steinernes Missionskreuz auf dreiteiligem quadratischen Steinsockel, goldfarbener Korpus, aufgestellt an der Südseite des Chores von St. Adalbert. Inschrift auf dem Postament: „Sic enim deus dilexit mundum. John 3:16“ (Übersetzung: „Also hat Gott die Welt geliebt“) |                |
| Altstraße, Ortsteil Aachen-Forst (Lage)                       | 1863                                     | Cholera-Kreuz mit Korpus, Metall auf steinernem Fundament; Erinnerung an die Aachener Cholera-Epidemien in Aachen und Burtscheid in den Jahren 1831/32, 1849 und 1866, gestiftet von der Familie August Sträter |                |
| Am Römerhof 4, Ortsteil Beverau (Lage)                        | 1987                                     | Grottenähnliche Bildstockanlage mit Muttergottesfigur in der Figurennische hinter Schutzgitter, errichtet durch die in der Siedlung wohnenden und in Aachen stationierten belgischen Soldaten. Die Mariengrotte wurde im Marienjahr 1987/1988 am 7. September 1987 durch den damaligen Pfarrkonsul G. Herregodts eingeweiht. Schriftzug im oberen Bereich der Nische: „Ave Maria, spes nostra“. |                |
| An der Nikolauskirche (Lage)                                  |                                          | Kreuzigungsgruppe mit Darstellung des Kalvarienbergs an der ökumenischen Kirche St. Nikolaus (auch City-Kirche genannt). Geschaffen 1895 vom Aachener Bildhauer Lambert Piedboeuf. |                |
| Eberburgweg (Lage)                                            | unbekannt                                | Steinkreuz mit Korpus auf hohem Sockel in Privatgelände. Ehemaliges Friedhofskreuz |                |
| Eselsweg, Ortsteil Lintert (Lage)                             | 2008                                     | Steinkreuz als Hofkreuz, gestiftet von Hildegard und Willy Plum; Tafel-Inschrift: „Zeige uns den Weg der zum Ziel uns bringt. 2008. Hildegard & Willy Plum“ |                |
| Eupener Straße (Lage)                                         | 19. Jahrhundert                          | Gedenkkreuz, Granit, Inschrift: „Am 4. Juli 1859 ist Kaspar Josef Bosch hier gestorben in ein Alter von 39 Jahren. Betet für die Seele.“ |                |
| Eupener Straße, Ecke Heidweg (Lage)                           | unbekannt                                | Reich verziertes Metallkreuz mit geschwungenem Dachbogen, aufgestellt in einer schmiedeeisernen Umzäunung |                |
| Grauenhofer Weg, Ortsteil Hitfeld (Lage)                      | unbekannt                                | Basaltkreuz, im Mittelpunkt goldfarben aufgetragen das Symbol Herz mit Anker und Kreuz für „Glaube – Liebe – Hoffnung“ |                |
| Hasselholzerweg (Lage)                                        | Ende 19. Jh.                             | Metallkreuz auf Steinsockel mit kleinem Korpus; Inschrift: „Dein Tod ist unser Leben.“ |                |
| Hitfelder Straße, Ortsteil Hitfeld (Lage)                     | 1885                                     | Reich verziertes Metallkreuz auf Steinsockel mit kleinem Korpus. Inschrift: „O ihr alle, die ihr vorübergehet: Am Wege gebet Acht und schauet, ob ein Schmerz gleich sei meinem Schmerze. (Klgl 1,12)“ – sechster Schmerz der Sieben Schmerzen der Maria |                |
| Hörnhang, Ortsteil Hörn (Lage)                                | unbekannt                                | Bildstock mit Giebeldach aus Ziegelsteinen mit der Figur des St. Sebastian, dem Pfarrpatron von St. Sebastian auf der Hörn. |                |
| Im Brockenfeld, Ecke Maria-Theresia-Allee (Lage)              | unbekannt                                | Dunkles Holzkreuz mit großem Korpus |                |
| Jakobsplatz (Lage)                                            | 1893                                     | romantisierende Darstellungsform des Kalvarienbergs aus der Bildhauerwerkstatt Wilhelm Pohl und Carl Esser. Erste Station auf dem Nordrheinischen Jakobsweg Nr. 1 vom Aachener Dom nach Santiago de Compostela. Denkmalschutz. Kreuzigungsgruppe nach einem Entwurf von Joseph Buchkremer an der Stelle der alten Jakobskirche. Stufenanlage mit umlaufendem Schmiedegitter, Stufen und Gitterpfosten in Granit (bzw. Muschelkalk), altarartiger Aufsatz sowie die überlebensgroße Kreuzigungsgruppe in Kalkstein, an der Vorderseite des Sockaufsatzes Relief, an der Rückseite Inschriftentafel, beides aus Bronze; innerhalb der Schmiedegitterumfriedung vier aus Kupfer getriebene Laternen.                                      | weitere Bilder |
| Karlshöher Hochweg, Aachener Wald (Lage)                      | unbekannt                                | Stark verwittertes Basaltkreuz mit aufgebrachtem Hufeisenmotiv im Kreuzschnittpunkt |                |
| Karlshöher Talweg, Parkplatz Preusweg, Aachener Wald (Lage)   | unbekannt                                | Pilger- und Jakobsweg zur Wallfahrtsstätte Moresnet-Chapelle; Großes Holzkreuz mit großem Korpus sowie Giebeldach und geschwungene Rückwand. Sockelinschrift: „quo vadis“ |                |
| Körnerstraße, Ecke Lütticher Straße (Lage)                    | 17. Jahrhundert                          | Mordkreuz, befindet sich nicht am Originalplatz, wurde beim Ausbau der Straße an die Wand des Jüdischen Friedhofs versetzt. Inschrift derzeit nicht leserlich, laut Überlieferung des Aachener Geschichtsvereins (Deutsche Übersetzung): „Betet zu Gott für die Seele des ehrenwerten Herrn David Henri Legrand, der hier im Jahr 1679 am 29. Oktober ermordet wurde. Er ruhe in Frieden, Amen.“ |                |
| Krämerstraße am Granusturm (Lage)                             | Original 1754; Duplikat, 20. Jahrhundert | Das ursprünglich barocke Kreuz wurde gestiftet vom Bürgermeisterei-Diener Johannes Janssen († 1780) und musste zwischenzeitlich gegen ein jüngeres Kreuz im gotischen Stil ausgetauscht werden. | weitere Bilder |
| Kreuzerdriesch, Ortsteil Hitfeld (Lage)                       | unbekannt                                | Kleines Holzkreuz mit Korpus und Giebeldach; am Baum befestigt |                |
| Kreuzerdriesch, Ortsteil Hitfeld (Lage)                       | unbekannt                                | Basaltkreuz, Inschrift unleserlich |                |
| Kreuzherrenstraße (Lage)                                      | unbekannt                                | Schlichtes Holzkreuz mit spitzgiebeligem Schutzdach an der Ostwand Heilig-Kreuz-Kirche, Kreuzenden in Dreipassformen, hell-beiger kräftiger Korpus, Inschrift oberhalb des Korpus: „INRI“ |                |
| Kronenberg, Ecke Gemmenicher Weg, Ortsteil Hanbruch (Lage)    | unbekannt                                | Metallkreuz auf rundem rotem Metallsockel mit rotem Korpus |                |
| Landgraben (Lage)                                             | unbekannt                                | kleines verblasstes Holzkreuz mit kleinem Korpus. Angebracht am Stamm einer Buche auf Höhe des Aachener Landgrabens am Übergang vom Rotsiefweg bei Köpfchen zur Ferkenskull (Hauset/Belgien) |                |
| Lindenplatz (Lage)                                            | 19. Jh.                                  | Großes Stationskreuz auf erhöhtem gemauertem Steinsockel mit lebensgroßem Korpus; seitlich Figuren von Maria und Josef auf kleinerem Steinsockel. Das ganze Arrangement auf breitem Granitsockel sowie mit Rückwand und gebogenem Dachvorbau ebenfalls aus Stein. Kreuzigungsgruppe zum Schutz vor Vandalismus unter Glas. |                |
| Lintertweg, Ortsteil Lintert (Lage)                           | 1977                                     | Hölzernes Pilgerkreuz mit kleinem Korpus vor der St. Josef-Kapelle. Inschrift: „MCMLXXXVII Zur Erinnerung der Fußpilger der Pfarre St. Katharina zu Aachen zum Grabe des heiligen Matthias in Trier. 1977“ |                |
| Luerweg, Ortsteil Bildchen (Lage)                             | 1892                                     | schmales Metallkreuz mit weißen Spitzen früher mit, heute ohne Korpus am Luerweg, drei Meter von der Straßenkreuzung zur Hergenrather-Aachener Straße |                |
| Moresneter Weg, Ecke Karlshöher Hochweg, Aachener Wald (Lage) | unbekannt                                | Pilger- und Jakobsweg zur Wallfahrtsstätte Moresnet-Chapelle; Rotes Holzkreuz mit hellem Giebeldach; kleines Kreuz mit kleinem Korpus auf dem Schnittpunkt des Hauptkreuzes aufgesetzt |                |
| Moresneter Weg, nördlich Westwall, Aachener Wald (Lage)       | 1958                                     | Pilger- und Jakobsweg zur Wallfahrtsstätte Moresnet-Chapelle; Holzkreuz sowie Giebeldach und Rückwand. Kleines Kreuz mit kleinem Korpus auf dem Schnittpunkt des Hauptkreuzes aufgesetzt. Inschrift: „Mein Jesus Barmherzigkeit, bitt Maria für unsere Verstorbenen, für alle Gefallenen und Sterbenden. Im Namen der Aachener Fußpilger 1958“ |                |
| Moresneter Weg, Westwall, Aachener Wald (Lage)                | 2015                                     | Pilger- und Jakobsweg zur Wallfahrtsstätte Moresnet-Chapelle; Schmales hölzernes Gedenkkreuz mit kleinem Korpus sowie Giebeldach und Rückwand. Inschrift: „Zum Dank für 70 Jahre Frieden in Europa 1945 – 2015. Seit 1863 pilgern Menschen aus Aachen und Umgebung jeden Mittwoch nach Moresnet zur Muttergottes, der "Helferin der Christen", nur unterbrochen durch die beiden Weltkriege.“ |                |
| Moresneter Weg, Grenze Belgien, Aachener Wald (Lage)          | 1969                                     | Pilger- und Jakobsweg zur Wallfahrtsstätte Moresnet-Chapelle; Abgerundetes Steinkreuz, zweifarbig, auf abgestuftem Sockel. Kleines Kreuz mit kleinem Korpus auf dem Schnittpunkt des Hauptkreuzes aufgesetzt. Inschrift: „Mein Jesus Barmherzigkeit. Gestiftet von den Aachener Fußpilgern 1969“ |                |
| Münsterplatz (Lage)                                           | unbekannt                                | Holzkreuz mit Korpus aus Holz; mit Schutzdach aus Metall; hinter Schutzgitter. An der Außenwand von St. Foillan |                |
| Muffeter Weg (Lage)                                           | unbekannt                                | Gotische Steinsäule aus Ziegelsteinen mit eingebauter Kreuznische; An der Ostseite eingelassenes Steinkreuz mit der Inschrift: „Zur größeren Ehre Gottes errichtet von j. J. Flamm und seiner Frau Margaretha. Eingesegnet am 26. September 1865“. Am Fuße der Westseite weiterer Gravurstein, Inschrift unvollständig leserlich. | weitere Bilder |
| Nördlich Parkplatz Brückchenweg, Aachener Wald, (Lage)        | unbekannt                                | Mordkreuz aus Stein mit Gravur. Laura Klinkenberg aus Walhorn, die am 30. April 1908 einen Zahnarzttermin in Aachen wahrgenommen hatte, fiel auf dem Rückweg nach landläufiger Überlieferung einem Notzuchtverbrechen zum Opfer. Im Januar 1909 gestand ihr mutmaßlicher Mörder August Charié, der zu jenem Zeitpunkt im Gefängnis in Haarlem (Niederlande) einsaß, Laura ermordet zu haben. Das Geständnis war derart detailliert, dass es für wahrgenommen wurde. Eine Auslieferung nach Aachen für einen dortigen Prozess wurde zugestanden, aber Charié starb vorher im April 1910 im Haarlemer Gefängnis. Inschrift: „Betet für die Seele der hier am 14.5.08 ermordet aufgefundenen Laura Klinkenberg aus Walhorn, 16 Jahre alt“ |                |
| Pommerotterweg, Ecke Eupener Straße (Lage)                    | unbekannt                                | Holzkreuz mit Giebeldach. Inschrift: „Jesus lebt.“ |                |
| Revierweg, Nähe „Sieben Wege“, Aachener Wald, (Lage)          | unbekannt                                | Mordkreuz für Johann Greber aus Hauset. Der 39-jährige Zolldeklarant war auf dem Heimweg von seiner Arbeitsstelle im Bahnhof Ronheide und wurde von einem unbekannten Täter erschossen. Die Ermittlungen liefen auf Hochtouren, doch die Suche gestaltete sich schwierig. Es wurde gemutmaßt, dass Greber versehentlich von Grenzbeamten erschossen worden war, weil diese ihn für einen Schmuggler hielten. Geschwungener Stein mit reliefartigem Kreuz auf separatem Sockel. Gravuren: „Mein Jesus Barmherzigkeit“ und „Betet für die Seele des hier ermordeten Johann Greber. geb. 4.11.1882 – gest. 21.4.1922“ |                |
| Ronheider Berg, Ecke Lütticher Straße (Lage)                  | unbekannt                                | Schlankes Metallkreuz ohne Korpus |                |
| I. Rote-Haag-Weg (Lage)                                       | unbekannt                                | Holzkreuz mit Korpus und Giebeldach |                |
| Siegel, Wald hinter dem Forsthaus (Lage)                      | unbekannt                                | Holzkreuz ohne Korpus mit Giebeldach |                |
| Trierer Straße (Lage)                                         | unbekannt                                | Einst schmales dunkles Metallkreuz mit weißem Korpus auf Steinsockel. Nach Haussanierung im Jahr 2020 wurde das Kreuz ebenfalls überarbeitet und komplett in Weiß gestrichen. Inschrift: „JHS“ |                |
| Wallstraße, Ecke Marienplatz (Lage)                           | unbekannt                                | modernes Kreuzgebilde an der Südwand der Kirche St. Marien, Metallkreuz als Hintergrund, davor angebracht ein ovales Sonnengeflecht mit einer mittig eingelassenen weißen Figurandeutung |                |
| Weißhausstraße, Ecke Eupener Straße (Lage)                    | unbekannt                                | Holzkreuz mit Korpus und Giebeldach |                |
| Wespienstraße, Ecke Martin-Luther-Straße (Lage)               | unbekannt                                | reliefartig hervorgehobenes Kreuz auf einer hohen rechteckigen Steinstele an der Südwand der evangelischen Bildungsstätte Martin-Luther-Haus |                |
| Wirichsbongardstraße (Lage)                                   | 1989                                     | Kreuzigungsgruppe Henger Herrjotts Fott. Nachfertigung von Bonifatius Stirnberg einer 1941 entfernten ersten Ausführung von 1897, die ihrerseits ein altes Missionskreuz aus dem 1792 ersetzt hatte. | weitere Bilder |
| Zehnthofweg Ortsteil Rothe Erde (Lage)                        | 1982/1983                                | Großer moderner Bildstock in Ziegelsteinbauweise mit Giebeldach und schmiedeeisernen Doppelflügeltür. Auch bekannt als „Marienkapellchen“ und auf Initiative der CDU-Ortsgruppe erbaut. Innen ein kleiner Backsteinsockel mit einer hölzernen Marienfigur. Inschrift auf dem Türsturz: „Hl. Maria – bitte für uns“ |                |
| Zeise 1 Ortsteil Burtscheid (Lage)                            | 1834                                     | Gedenkkreuz aus Holzkreuz mit Giebeldach auf rechteckigem Granitsockel, Kreuz mit lebensgroßen braun lasierten Korpus erneuert. Inschrift: „Herr wir gedenken aller Tote, besonders unserer Bombenopfer 1939 – 1945; BGV 1876“ |                |